# Йорданов, Преслав
Преслав Анатолиев Йорданов (болг. Преслав Анатолиев Йорданов; род. 21 июля 1989 или 31 июля 1989, Велико-Тырново) — болгарский футболист, нападающий.

## Карьера

### Клубная
Профессиональную карьеру начал 2006 году в «Спартак» (Плевен). В 2007 году переходит в Локомотив (София). С 2007 по 2009 годы провел в аренде в клубах «Локомотив» (Мездра), «Спартак» (Плевен) и «Беласица» (Петрич). В 2012 году стал игроком «Черноморца» из Бургаса. В 2014 году подписал контракт с клубом «Локомотив» София. В 2015 году перешел в ЦСКА София. В начале 2017 года переходит в казахстанский «Ордабасы» за 47 тысяч евро.

### В сборной
В 2016 году дебютировал за национальную сборную Болгарии.

## Достижения
ЦСКА София
- Обладатель Кубка Болгарии: 2015/16